# アルフレッド・スコット＝ゲティ
サー・アルフレッド・スコット・スコット=ゲティ（英: Sir Alfred Scott Scott-Gatty KCVO KStJ FSA、1847年4月26日 - 1918年12月18日）は、イギリスの紋章官。ガーター主席紋章官を務めた。

## 生涯
アルフレッド・ゲティの次男としてウェスト・ライディング・オブ・ヨークシャー（現：ウェスト・ヨークシャー）、エクルズフィールドに生まれる。ケンブリッジ大学・クライスト・カレッジに学ぶ。
ルージュ・ドラゴン紋章官補ステファン・タッカーの臨時秘書を務めたことを皮切りに、紋章官としての道を歩む。1880年にルージュ・ドラゴン紋章官補、1886年にヨーク紋章官に補せられた。1892年に家名に「スコット」（母方の姓）を加えた。
1904年に紋章官トップのガーター主席紋章官に就任した。
主席紋章官在任中に第一次世界大戦が始まり、嫌独感情が高まりを見せた。国王ジョージ5世は、「ドイツ皇帝ヴィルヘルム2世のガーター勲章を過去の先例にならって剥奪すべし」という新聞投書を読み、スコット=ゲティにガーター勲章を剥奪できるか問うてきた。スコット=ゲティは「投書の内容は史実であり、国王は騎士団の主権者として剥奪は可能」と回答している。
スコット=ゲティはアマチュアの作曲家としても活動し、人気を博した。代表作はプランテーション・ソングと評され、当時流行したという。1918年、ガーター主席紋章官在任のまま、ロンドンで死去した。ロンドン近郊のウェリンに埋葬された。

## 栄典

- - 聖ジョン勲章（英語版）ナイト（KStJ）[7]
- - ロイヤル・ヴィクトリア勲章ナイト・コマンダー（KCVO）[8]